# Grækenlands historie
Grækenlands historie går tilbage til grækernes ankomst til Europa et tidspunkt før 1500 f.Kr., selv om der kun har været en uafhængig græsk stat kaldt Grækenland siden 1821.
Grækenlands historie går imidlertid langt udenfor Grækenlands grænser. Så tidlig som det 7. århundrede f.Kr. havde grækerne koloniseret dele af det nuværende Tyrkiet, Cypern, Italien og Libyen. Aleksander den Stores erobringer i det 4. århundrede f.Kr. gav grækerne herredømme over Anatolien, Egypten, Syrien og Mesopotamien. Som del af Det byzantinske rige var disse og andre områder en del af den græske verden for mange århundreder. Inden det 15. århundrede levede næsten alle grækere under det Osmanniske Rige.

## Oldtiden
Oldtidens Grækenland kan afgrænses tidsmæssigt og geografisk til henholdsvis en næsten tusindårig periode frem til kristendommens gennembrud, og til et område som udover det nuværende Grækenland omfattede meget af Middelhavs- og Sortehavsområderne. Oldtidens Grækenland bliver af de fleste historikere regnet som den vigtigste grundlæggende kultur for den vestlige civilisation. Græsk kultur havde en stor påvirkning på Romerriget, som igen satte sit præg på den europæiske kultur.
De gamle grækeres civilisation har haft stor indflydelse på sprog, politik, uddannelse, filosofi, videnskab, kunst og arkitektur i den moderne verden. Den græske kultur var også katalysator for renæssancen i 1400-1500-tallet. Begrebet ”Antikkens Hellas” er brugt til at skildre den græsk-talende verden i antikken. Begrebet referer ikke bare til den græske halvø og det moderne Hellas, men også til områderne med hellensk kultur som var beboet af grækere: Cypern og De ægæiske øer, kysten omkring Det Ægæiske Hav, kaldet Anatolien (dengang kendt som Ionien), Sicilien og Syditalien, og de spredte, græske bosættelser på kysten af Illyrien, Thrakien, Egypten, Kyrene, Sydfrankrig og øst og nordøst på Den Iberiske Halvø.

## Nyere historie
Grækenland var under det Osmanniske Rige fra 1359 til 1821. Den 25. marts 1821 gjorde grækerne oprør og erklærede sin uafhængighed, men opnåede ikke dette før i 1830 gennem London-protokollen. De store europæiske magter så på uafhængighedskrigen med deres beretninger om tyrkiske overgreb. Et eksempel på dette er Eugène Delacroixs maleri fra 1824 kaldet Scènes des massacres de Scio.
En del ikke-grækere meldte sig som frivillige til at kæmpe for deres sag, deriblandt George Byron. Ad flere omgange så det ud til at osmannerne var i færd med at knuse den græske revolution, den blev dog reddet af truslen om direkte militær invasion mod det Osmanniske Rige fra Frankrig, Storbritannien eller Rusland. Den russiske udenrigsminister, Ioannis Kapodistrias, som selv var græker, returnerede hjem som præsident i den nye republik efter den græske uafhængighed. Den republik opløstes dog i interne græske stridigheder og endte med London-protokollen af 1832 og de europæiske stormagter hjalp med at ændre Grækenland til et kongedømme. Den første konge, Otto 1., kom fra Bayern, og den anden, Georg 1., kom fra Danmark.

### 1. Verdenskrig
Under 1. verdenskrig gik Grækenland med på Ententemagternes side mod det osmanniske rige og de andre centralmagter. I krigens efterspil gav stormagterne dele af Lilleasien til Grækenland, inklusive byen Smyrna, i dag kendt som Izmir, som havde en græsk majoritetsbefolkning. På dette tidspunkt havde tyrkiske nationalister ledet af Mustafa Kemal Atatürk dog kuppet den osmanniske regering, organiseret et militært angreb på græske styrker og besejret dem. Umiddelbart derefter måtte over en million indfødte grækere i Tyrkiet drage til Grækenland som befolkningsbytte med hundredtusindvis af muslimer som levede i den græske stat.

### 2. Verdenskrig og efter
I begyndelsen af 2. verdenskrig blev Grækenland angrebet af Benito Mussolinis Italien under Den Græsk-italienske krig. Det lykkedes dog grækerne at slå angrebet tilbage, men i 1941 besatte Nazi-Tyskland Grækenland efter sejr ved Slaget om Grækenland. Det skønnes, at ca. 370.000 grækere (ca. 7 % af befolkningen) mistede livet under 2. verdenskrig, mange af disse af sult.
I 1944 trak Nazi-Tyskland sig ud af Grækenland. England forsøgte at genindsætte kongen, der var i eksil i London, men størsteparten af modstandsbevægelsen, nemlig den kommunistiske, modsatte sig. Det førte til den græske borgerkrig (1946-49), som afsluttedes med de borgerliges og royalisternes sejr i 1949 med støtte fra Storbritannien og USA. Borgerkrigen var præget af grusomme overgreb fra begge sider, både på modpartens styrker og på civilbefolkningen. Allerede i 1946 var kong Georg 2. vendt tilbage til Grækenland, efterfulgt af kong Paul 1. i 1947. Kong Konstantin 2., Pauls søn, efterfulgte ham på tronen i 1964, og blev senere gift med prinsesse Anne-Marie af Danmark, søster til Dronning Margrethe.
Den 13. december 1967 forsøgte kong Konstantin at tage magten over militæret, men mislykkedes, og han og dronning Anne-Marie måtte sammen med deres børn flygte fra Grækenland. I 1974 udråbte oberst Georgios Papadopoulos sig selv til præsident i Grækenland. Militæret havde magten i landet, indtil Tyrkiet invaderede Cypern senere samme år, og militærregeringen blev afsat. Fra 1945 til 1974 var den græske befolkning udsat for en kommunistjagt, der medførte, at demokratiets vilkår var meget anstrengt, eftersom alle venstreorienterede, også ikke-kommunister, blev forfulgt. Endog en del centrumorienterede og enkelte borgerlige kom i klemme, når de krævede ægte demokrati.

### Genindføring af demokrati
Efter en folkeafstemning hvor folket bekræftede afsættelsen af kong Konstantin 2. i 1975, blev en demokratisk republikansk grundlov sat i værk. En anden politiker som tidligere havde været i eksil, Andreas Papandreou, returnerede også og grundlagde det socialistiske parti PASOK som vandt valgene i 1981 og dominerede landets politiske kurs i næsten to tiår.
Siden genindførelsen af demokratiet er stabiliteten og økonomiske velstand i Grækenland vokset. Grækenland tilsluttet sig EU i 1981 og indførte euroen som sin valuta i 2001. Ny infrastruktur, midler fra EU og voksende indtægter fra turisme, søfart, tjenester, lysindustri og telekommunikationsindustri har givet Grækenland en levestandard bedre end nogensinde før. Spændinger eksister stadigt mellem Grækenland og Tyrkiet omkring Cypern-spørgsmålet og grænserne i det Ægæiske Hav, men forholdene et blevet betydelig bedre efter flere jordskælv, først i Tyrkiet og så i Grækenland, som førte til sympati og assistance landene imellem.
I 2004 fik kongefamilien lov til igen at bosætte sig i Grækenland.